# Geneviève Maury
Geneviève Maury, née le 23 mai 1886 à Vevey (Suisse), et morte le 21 août 1956 à Paris XVIe, est une traductrice française.
Elle compte parmi les premiers importateurs et traducteurs de l'œuvre de Thomas Mann en France.  Dans les années 1920-1930, elle est également correspondante de la Revue de Genève en matière de littérature germanique.

## Biographie

### De la naissance à la Première Guerre mondiale
Geneviève Maury (dite Vivette) naît dans une riche famille protestante. Le père, Édouard Maury (1858-1914), originaire de Lyon, exerçait comme pasteur en Suisse lorsqu'il accepta en 1882 un ministère  dans le village protestant de Villefavard, au nord de Limoges. Sa femme, la Suissesse Sophie Élisabeth Monnerat (1863-1919), fille du grand industriel de Vevey Jules Monnerat, repreneur de la firme d'Henri Nestlé et propriétaire d'un hôtel de luxe en bord de Léman, le suivit dans cette aventure qu'elle décrivit dans son journal intime (publié en 1989 sous le titre Du Léman au Limousin : journal de Sophie Maury-Monnerat, femme de pasteur, entre 1888 et 1919). En 1886, le couple Maury et son premier enfant quittent le Limousin pour Saint-Gall, en Suisse alémanique. Puis, en 1890, alors que vient de naître une seconde fille, Juliette (1889-1982), le père accepte un dernier poste au temple protestant du Raincy.
En 1896, Geneviève, âgée de dix ans, contracte un mal mystérieux, en vérité une ostéoarthrite septique, pathologie infectieuse dégénérescente qui attaque l'articulation entre la hanche et le fémur et laissera la jeune fille handicapée à vie.
En 1897, à la mort de Jules Monnerat, la famille Maury, qui reçoit un héritage substantiel, s'installe dans le 16e arrondissement parisien, rue du Ranelagh, puis rue de la Tour. Les deux filles mènent dès lors la vie des familles patriciennes: scolarité au lycée Molière du 16e arrondissement, solide éducation dans le domaine des lettres, des langues et des arts (Juliette Ebersolt-Maury, épouse de l'archéologue Jean Ebersolt, devint une violoniste reconnue), voyages avec grands hôtels et gouvernantes durant les vacances, etc. Les Maury tiennent également un salon dans leur maison parisienne où se croisent musiciens, hommes de lettres, artistes et architectes.
De 1900 à 1907, Édouard Maury, pasteur désormais à la retraite et entrepreneur éclairé, achète du terrain à Villefavard, sa terre de cœur, et fonde une des premières fermes mécanisées françaises, préfigurant l'industrialisation agricole: cette ferme avant-gardiste, construite en béton armé, est à la pointe des progrès techniques de l'époque, avec notamment un petit réseau ferré servant à acheminer l'alimentation des bêtes. Il fait également bâtir, au bord de l'étang, un temple protestant, un petit castel attenant à la ferme et une villa, la "Solitude", qui revint, à la mort des parents Maury, à Geneviève. Conformément au souhait de Juliette Ebersolt, qui organisera là des concerts au lendemain de la Seconde Guerre mondiale, le domaine est aujourd'hui un lieu de concerts, master-classes et manifestations musicales. Durant la Première Guerre mondiale, l'adresse parisienne des Maury devient un lieu de passage et d'accueil pour les réfugiés. Les Maury se vouent également aux bonnes œuvres, sous l'égide de la Croix-Rouge.

### Une courte carrière de traductrice
Après avoir obtenu son baccalauréat, Geneviève Maury publie la première œuvre de sa plume, évocation de son attachement au Limousin: L'Enfant à la charrue: huit contes du Limousin du temps de guerre (Meynial, 1918). Romain Rolland s'intéresse au talent d'écriture de la jeune femme et ne manque une occasion de recommander ses talents de romancière et de traductrice. Il vante par exemple les mérites de la jeune traductrice à son ami Hermann Hesse et la soutient dans sa volonté de traduire Knulp, un récit de Hesse paru en 1915. Le Belge Georges Khnopff avait néanmoins accompli une première traduction française de Knulp, que G. Maury qualifia de "très défectueuse" et qu'elle remania. Elle prévoyait de publier cette traduction revue avec d'autres textes de Hesse aux éditions Paul Ollendorff, qui furent toutefois absorbées par Albin-Michel dans les années 1920. La traduction parut donc en feuilleton dans La Revue de Genève (déc. 1924 / janv.-fév. 1925). En 1921, alors qu'elle est correspondante de la Revue de Genève de Robert de Traz, elle rédige un article sur les Betrachtungen eines Unpolitischen de Thomas Mann et contribue à déclencher la polémique autour de cet ouvrage dans lequel le futur prix Nobel expose ses opinions pangermanistes, nationalistes et bellicistes. L'article de Geneviève Maury est aussitôt repris et discuté par Pierre Mille, dans le journal Le Temps (15 mai 1921). Ces critiques envers le positionnement politique et spirituel de Thomas Mann n'empêchent pas la jeune femme de traduire dans le même temps, pour les éditions Stock, plusieurs récits de Thomas Mann: Tonio Kröger, Le Petit Monsieur Friedmann, Heure difficile, L'Enfant prodige et Un petit bonheur (publication en 1923). En 1925-1926, elle contacte également Arthur Schnitzler, vraisemblablement dans l'espoir de traduire la nouvelle de 1897 Die Toten schweigen, mais le projet resta sans suites. Elle traduit en outre pour Stock deux livres de littérature jeunesse du monde germanique : Maïa l'abeille et ses aventures (1927) et Bibi, vie d'une petite fille (1930). En novembre 1946, lorsque Hermann Hesse obtint le prix Nobel, G. Maury sollicita Stock afin de faire publier en volume sa traduction de Knulp et s'emporta contre la traductrice Dominique Auclères, qui fit paraître un chapitre de Knulp en version française dans un numéro du Figaro littéraire de novembre 1946. Stock indiqua à la traductrice que Calmann-Lévy avait déjà posé une option sur toutes les oeuvres de Hesse. La traduction de Maury parut finalement en 1949 en tirage limité chez un éditeur d'art (Théo et Florence Schmied).
Deux éléments empêchèrent vraisemblablement Geneviève Maury de se lancer dans une carrière de traductrice. D'une part, les auteurs qu'elle choisit pour ses premières traductions furent, soit accaparés par d'autres traducteurs, le succès venant (ce fut le cas de Thomas Mann ou d'Arthur Schnitzler), soit provisoirement laissés de côté par les éditeurs français (comme Hermann Hesse, par exemple, tardivement traduit en français). D'autre part, le violoniste et chef d'orchestre strasbourgeois Charles Munch, qui fréquentait le salon des Maury dès 1913, épouse le 31 janvier 1933 à Paris XVIe (non sans un intérêt très pragmatique pour la position sociale et la situation matérielle de la jeune femme) Geneviève Maury, qui se voue dès lors à la carrière de son mari. Dès novembre 1932, elle avait loué par exemple sur ses deniers un orchestre pour le premier grand concert parisien de Charles Münch au Théâtre des Champs-Élysées.

## Sources
- Sophie Monnerat-Maury, Du Léman au Limousin : journal de Sophie Maury-Monnerat, femme de pasteur, entre 1888 et 1919 présenté par Anne-Rose Ebersolt, préface de Robert Merle d'Aubigné, Paris, La Pensée Universelle, 1989.
- Jean-Pierre Meylan, « La Revue de Genève », miroir des lettres européennes (1920-1930), Genève, Droz, 1969.
- D. Kern Holoman, Charles Münch, New-York, Oxford University Press, 2012.
- Romain Rolland, Hermann Hesse, D'une rive à l'autre : Correspondance, fragments du Journal et textes divers, Paris, Albin-Michel, 1972.